# Tarvaspää
Tarvaspää, auch Gallen-Kallela Museum genannt, befindet sich in Espoo, Finnland.

## Geschichte
Erbaut wurde es zwischen 1911 und 1913 vom finnischen Maler Akseli Gallen-Kallela (1865–1931) im Stil der Nationalromantik als Wohnhaus und Atelier. Seit 1961 ist es öffentlich zugänglich und als Museum genutzt.
Die Sammlungen umfassen Werke aus allen Schaffensbereichen des Künstlers: Gemälde, Zeichnungen, Graphik, Skulpturen, Drucke und Kunstgewerbe. Dazu gehören die (Original-)Einrichtung des Hauses, der schriftliche Nachlass und persönliche Gegenstände.
Gallen-Kallelas Lebenslauf wird ebenso dargestellt, wie der seiner Zeitgenossen, Künstlerkollegen und Freunde.
Das Archiv enthält ein Werkverzeichnis, eine Sammlung von Fotografien, Schriftverkehr und Zeitungsausschnitte, die Gallen-Kallela-Familienbibliothek und die Referenzbibliothek der Gallen-Kallela-Stiftung zur Kunst und Kunstgeschichte am Wechsel vom 19. zum 20. Jahrhundert.